# Jean-Pierre Baeumler
Pour les articles homonymes, voir Baeumler.
Jean-Pierre Baeumler est un homme politique français, né le 1er juillet 1948 à Oberbruck et mort le 22 janvier 2021.
Membre du Parti socialiste, il a été maire de Thann, conseiller régional d'Alsace et député.

## Biographie
De 1984 à 1986, Jean-Pierre Baeumler est chef de cabinet de Jean-Marie Bockel, alors que celui-ci est secrétaire d’État puis ministre du Commerce et de l’artisanat. 
Il est maire de Thann de 1989 à 2014. Élu au conseil régional de 1986 à 1998, il en est le vice-président de 1992 à 1998, puis conseiller de 2004 à 2010.
Jean-Pierre Baeumler meurt le 22 janvier 2021 à 72 ans.

## Mandats
- de 1986 à 1998 et de 2004 à 2010 : conseiller régional Alsace
- de 1988 à 1993 : député de la septième circonscription du Haut-Rhin - PS
- de 1997 à 2002 : député de la septième circonscription du Haut-Rhin - PS
- de 1989 à 2014 : Maire de la ville de Thann.